# Kejsarkubban
Kejsarkubban är en ö i Finland. Den ligger i Bottenviken och i kommunerna Jakobstad och Larsmo i landskapet Österbotten, i den nordvästra delen av landet. Ön ligger omkring 84 kilometer nordöst om Vasa och omkring 410 kilometer norr om Helsingfors.
Öns area är 3,9 hektar och dess största längd är 400 meter i nord-sydlig riktning. I omgivningarna runt Kejsarkubban växer i huvudsak blandskog.